# Камподімеле
Камподімеле (італ. Campodimele) — муніципалітет в Італії, у регіоні Лаціо,  провінція Латина.
Камподімеле розташоване на відстані близько 105 км на південний схід від Рима, 55 км на схід від Латини.
Населення — 641 особа (2014).

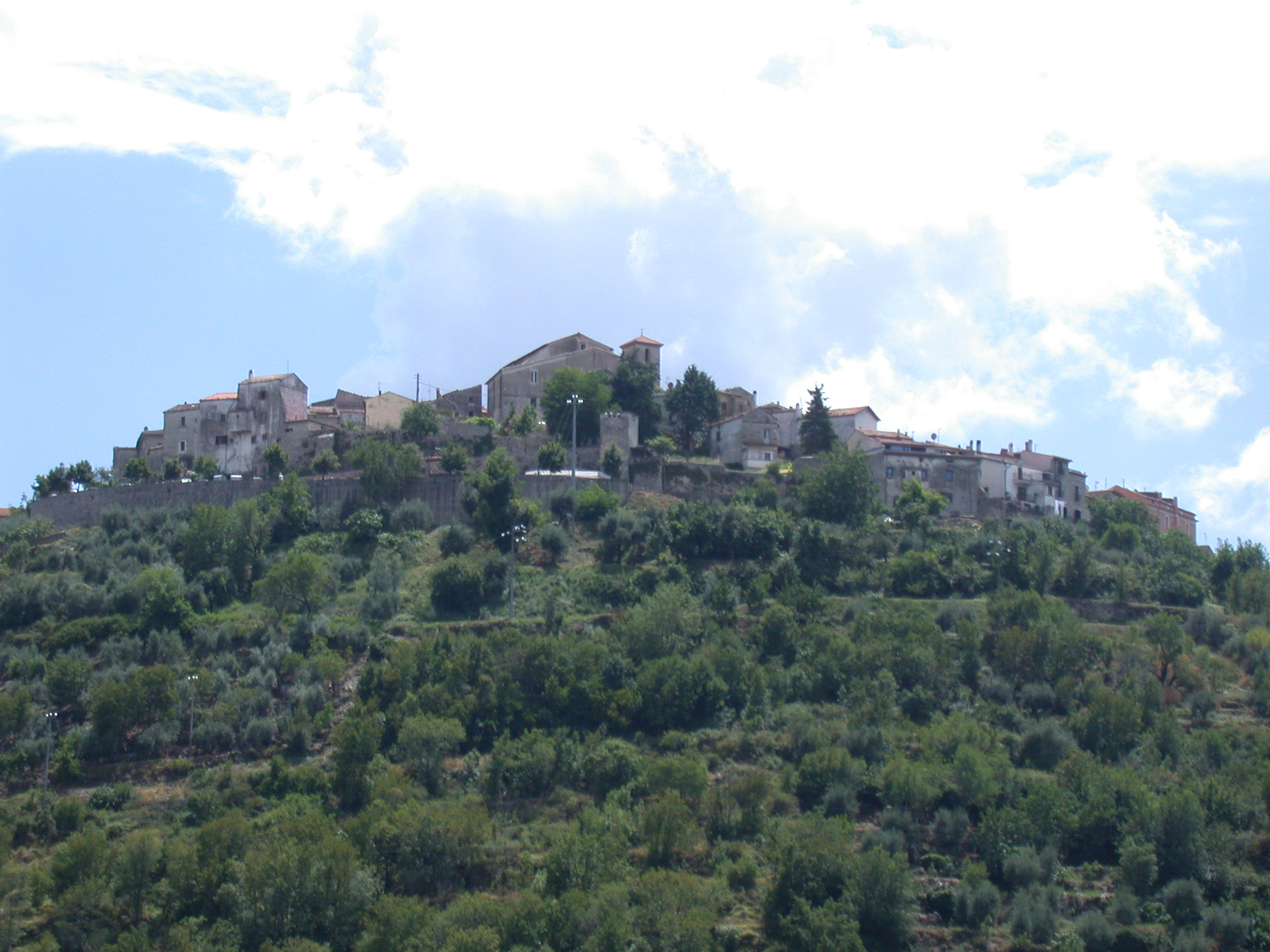

Щорічний фестиваль відбувається 12 червня. Покровитель — Sant'Onofrio.

## Демографія
Населення за роками:

Станом на 1 січня 2023 року в муніципалітеті офіційно проживало 6 іноземців з 5 країн, серед них 3 громадяни країн Євросоюзу та 1 громадянин України.

## Сусідні муніципалітети
- Есперія
- Фонді
- Ітрі
- Ленола
- Піко
- Понтекорво